# Quadratura astronòmica
S'anomena quadratura astronòmica la configuració d'un planeta exterior tal que el planeta forma amb el Sol un angle de 90° vist des de la Terra. N'hi ha dues: una quadratura oriental i una quadratura occidental. Durant les quadratures el planeta presenta una fase mínima.
També rep el nom de quadratura astronòmica la posició de la Lluna en els quarts creixent i minvant. En aquestes, la Lluna forma amb el Sol un angle de 90° vist des de la Terra. En esta configuració, l'instant de marea alta lunar coincideix amb el de marea baixa solar. Com que la primera és més important, el resultat és que es produïx la plenamar més xicoteta.